# Suzanne Bonamici

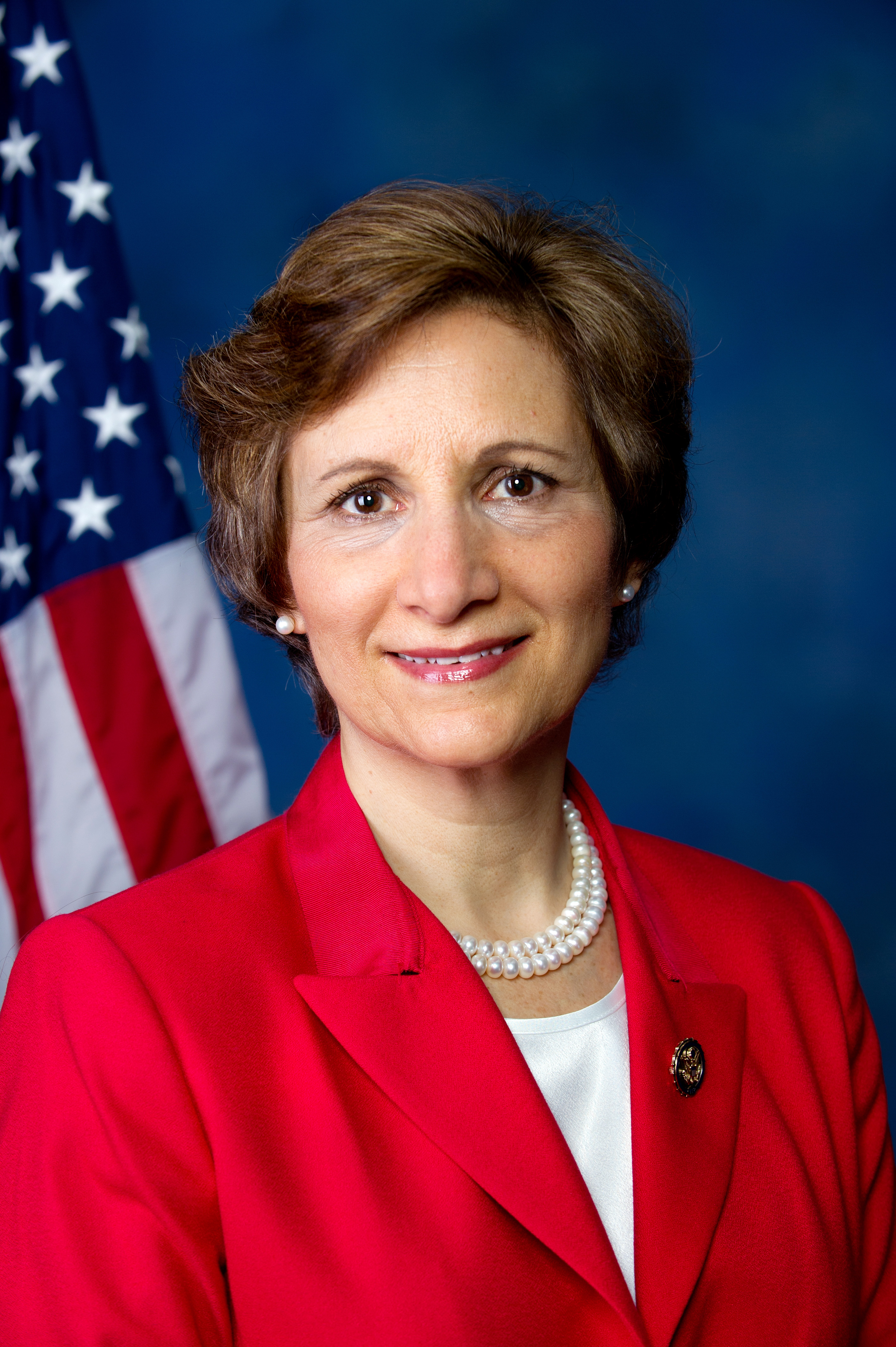
Suzanne Bonamici (2012)

Suzanne Marie Bonamici (* 14. Oktober 1954 in Detroit, Michigan) ist eine US-amerikanische Politikerin der Demokratischen Partei. Seit Januar 2012 vertritt sie den ersten Distrikt des Bundesstaats Oregon im US-Repräsentantenhaus.

## Privatleben
Suzanne Bonamici besuchte bis 1978 das Lane Community College in Eugene, wo sie einen Associate of Arts erlangte. Danach studierte sie bis 1980 an der dortigen University of Oregon Journalismus. Nach einem anschließenden Jurastudium mit Abschlüssen als Bachelor of Arts und Juris Doctor an derselben Universität und ihrer 1983 erfolgten Zulassung als Rechtsanwältin begann sie in Washington, D.C. für die Bundeshandelskommission zu arbeiten. Dort war sie als Juristin im Bereich Verbraucherschutz tätig. Später praktizierte sie in Portland als private Rechtsanwältin.
Suzanne Bonamici ist mit dem Bundesrichter Michael H. Simon verheiratet, mit dem sie zwei erwachsene Kinder hat.

## Politik
In den Jahren 2007 und 2008 war Bonamici Abgeordnete im Repräsentantenhaus von Oregon; von 2008 bis 2011 gehörte sie dem Staatssenat an. Dabei war sie Vorsitzende der Ausschüsse für Verbraucherschutz und für öffentliche Angelegenheiten. Außerdem gehörte sie dem Justiz- und dem Bildungsausschuss an.
Nach dem Rücktritt des Abgeordneten David Wu wurde Bonamici bei der fälligen Nachwahl für den 1. Kongresswahlbezirk Oregons als dessen Nachfolgerin in das US-Repräsentantenhaus in Washington gewählt, wo sie am 31. Januar 2012 ihr neues Mandat antrat. Bei der regulären Wahl im November 2012 setzte sie sich mit 60 zu 33 Prozent der Stimmen gegen die Republikanerin Delinda Morgan durch. In den Jahren 2014 bis 2024 wurde sie bisher techs Mal wieder gewählt. Ihre aktuelle Legislaturperiode im Repräsentantenhaus des 119. Kongresses läuft bis zum 3. Januar 2027.

### Ausschüsse
Sie ist aktuell Mitglied in folgenden Ausschüssen des Repräsentantenhauses:
- Committee on Education and Labor
  - Civil Rights and Human Services (Vorsitz)
  - Higher Education and Workforce Investment
- Committee on Science, Space, and Technology
  - Energy
  - Environment
- Select Committee on the Climate Crisis